# Локарнское соглашение о международной классификации промышленных образцов
Локарнское соглашение (англ. Locarno Agreement Establishing an International Classification for Industrial Designs) учреждает классификацию промышленных образцов (Локарнскую классификацию).
«Компетентные ведомства Договаривающихся государств должны указывать в официальных документах, касающихся депонирования или регистрации промышленных образцов, номера классов и подклассов Классификации, к которым относятся товары, в которых реализованы промышленные образцы. Они обязаны делать то же самое в любой своей публикации, относящейся к депонированию или регистрации промышленных образцов».
Административные функции Соглашения выполняет Всемирная организация интеллектуальной собственности.
По состоянию на 2022 год участниками является 61 государство.